# Governo do Japão
O Governo do Japão é uma monarquia parlamentarista onde o poder do imperador é limitado, relegado principalmente para funções cerimoniais. O seu papel é definido pela Constituição de 1947 como "o símbolo do Estado e da unidade do povo". O poder é executado principalmente pelo primeiro-ministro do Japão e de outros membros eleitos da Dieta, enquanto que a soberania é investida sobre os japoneses. O Imperador efetivamente atua como chefe de Estado em ocasiões diplomáticas. Naruhito é o atual imperador do Japão desde 1 de maio de 2019, filho homem primogênito e sucessor do Imperador Akihito e da Imperatriz Michiko.
O órgão de legislação do Japão é a Dieta Nacional, um parlamento bicameral. A dieta é constituída pela Câmara dos Deputados com 480 lugares, eleitos por voto popular a cada quatro anos ou quando dissolvida, e uma Câmara de Conselheiros de 242 assentos, da qual são eleitos popularmente os membros constituintes, servindo um mandatos de seis anos. Existe sufrágio universal para adultos com mais de 20 anos de idade, com um voto secreto para todos os cargos eletivos. Em 2009, o Partido Democrático do Japão assumiu o poder após 54 anos do liberal conservador Partido Liberal Democrático.
O primeiro-ministro do Japão é o chefe de governo. O cargo é nomeado pelo Imperador do Japão depois de ter sido designado pela Dieta entre os seus membros o qual deve gozar da confiança da Câmara dos Deputados para permanecer no cargo. O primeiro-ministro é o chefe do gabinete (a tradução literal do título japonês é de "primeiro-ministro do Conselho de Ministros") o qual nomeia e demite os ministros de Estado, a maioria dos quais devem ser membros da Dieta. Shigeru Ishiba atualmente serve o Japão enquanto primeiro-ministro.
Historicamente influenciado pelo direito chinês, o sistema japonês legal foi desenvolvido de forma independente durante o período Edo através de textos, como Kujikata Osadamegaki. No entanto, desde o final do século XIX, o sistema judicial tornou-se amplamente fundamentado no direito civil da Europa, nomeadamente da França e Alemanha. Por exemplo, em 1896, o governo japonês estabeleceu um código civil baseado no modelo alemão. Com as modificações do pós-Segunda Guerra Mundial, o código continua em vigor no atual Japão. Lei Orgânica é originada na legislatura do Japão, a Dieta Nacional do Japão, com o carimbo de aprovação do Imperador. A Constituição atual exige que o Imperador promulga leis aprovadas pela Dieta, sem que lhe seja concedido o poder de se opor à aprovação da legislação. O sistema do tribunal japonês está dividido em quatro camadas básicas: a Suprema Corte e três níveis de tribunais inferiores. O corpo principal da lei estatutária japonesa é uma coleção chamada de Seis Códigos.